# Opportunisme
L'opportunisme est une conduite qui consiste à tirer le meilleur parti des circonstances, parfois en le faisant à l'encontre des principes moraux.

## En politique
L'opportunisme est un courant politique qui s'est développé en France au début de la IIIe République et qui regroupait des personnalités du parti républicain comme Jules Grévy, Léon Gambetta, etc. Il se caractérisait par la recherche du soutien populaire dans l'engagement des réformes et s'opposait au radicalisme. Selon Gambetta « en politique, les transactions seules peuvent amener des résultats ».
Aujourd'hui, le terme d'opportunisme a une connotation péjorative. Il est utilisé pour désigner, chez des hommes politiques, des changements fréquents de programme ou de position en fonction du rapport de forces politique, des sondages ou du contexte électoral.

## En biologie
L'organisme opportuniste est une espèce capable d'occuper une gamme variée d'habitats selon les circonstances, ou d'adapter son régime alimentaire aux ressources immédiatement disponibles, comme le Renard roux, le Capucin moine et son cousin d'Amérique centrale, le Sapajou du Panama, le Rhipidure hochequeue, ou les bactéries opportunistes profitant d'une déficience immunitaire.
Cette notion peut aussi désigner le fait pour une espèce de profiter de la présence ou de l'action d'une autre espèce. Par exemple, les oies des neiges nichent souvent près des nids de harfangs, profitant de l'action de ces prédateurs pour se protéger du renard.

## En sciences sociales
Le Prix Nobel d’économie Oliver Williamson définit l’opportunisme comme un comportement stratégique reposant sur des manœuvres frauduleuses, voire criminelles, pour obtenir un gain particulier. L’opportunisme peut alors se manifester à travers un ensemble de comportements ou attitudes, tels que le mensonge, la manipulation, la triche, la fraude, l'escroquerie, le vol, le crime organisé ou la transmission d’informations erronées. Les travaux en sciences sociales et, en particulier, en économie et management se sont intéressés au rôle de l'opportunisme, son importance au cœur de l'économie de marché, ses antécédents et ses conséquences dans les relations tant inter-personnelles qu’inter-organisationnelles. Les intellectuels immoralistes avancent l'idée que les individus sont naturellement opportunistes et immoraux, car ces derniers recherchent avant tout à servir leurs intérêts.